# Kilchiaran Steading

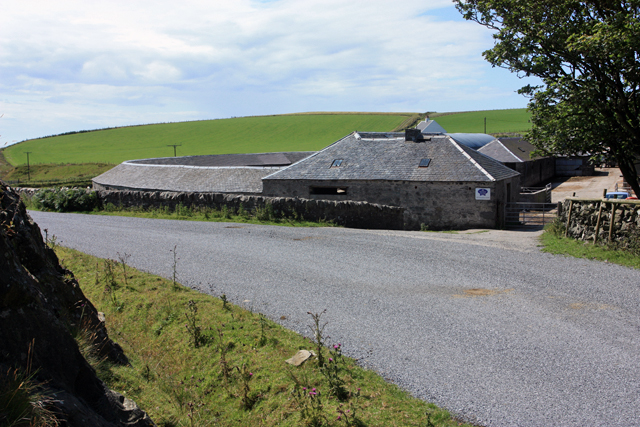
Kilchiaran Steading

Als Kilchiaran Steading werden die Wirtschaftsgebäude der Kilchiaran Farm bezeichnet. Sie befinden sich in der kleinen Streusiedlung Kilchiaran nahe der Westküste der Halbinsel Rhinns of Islay auf der schottischen Hebrideninsel Islay. 1971 wurde Kilchiaran Steading in die britischen Denkmallisten in der Kategorie B aufgenommen.

## Beschreibung
Das exakte Baujahr der Gebäude ist nicht verzeichnet. Es gilt jedoch als sicher, dass sie ebenso wie das zugehörige Bauernhaus im zweiten Viertel des 19. Jahrhunderts, wahrscheinlich kurz nach 1826, errichtet wurden.
Das Gebäudeensemble teilt sich in zwei Gruppen. Im Norden der Umfriedung ist eine Gruppe aus drei länglichen Gebäuden zu finden, die in geschlossener Bauweise gebaut wurden. Im westlichen dieser Gebäude sind Werkstätten sowie Unterstände für vier Fahrzeuge untergebracht. Die einzelnen Räume schließen mit flachen Segmentbögen ab. Oberhalb befindet sich Speicherfläche, die über außenliegende Treppen an der Rückseite sowie der Ostseite des Gebäudes zugänglich ist. Das Gebäude wird von einem Satteldach gekrönt. Wenige Meter zurückgesetzt grenzt in östlicher Richtung eine Scheune an, die bezüglich der Höhe dem vorigen Gebäude entspricht. In die Vorderfront ist ein Tor mit seitlich befindlichen Schlitzfenstern eingelassen. Auf gesamter Breite führt ein Flügel in nördlicher Richtung fort. In diesem ist eine riemengetriebene Dreschmaschine untergebracht. An der Ostseite sind die Überreste eines eisernen Wasserrades zu sehen, das einst die Maschine betrieb. Es durchmisst 4,8 m bei einer Breite von 0,8 m. Den Wasserfluss vom nahegelegenen Teich regulierte ein Schütz. Im östlichen der drei Gebäude sind Kuhställe und Rübenlager untergebracht. Das Gebäude ist nur einstöckig gebaut und schließt ebenso wie das zentrale Gebäude mit einem Walmdach ab.
Der Südteil der Gebäude schließt nach Norden mit zwei länglichen, einstöckigen Bauten ab, die parallel zu den Gebäuden im Nordblock angeordnet sind. Das östliche der beiden Gebäude wurde in neuerer Zeit als Melkplatz umfunktioniert. Im westlichen Gebäude befinden sich Stallungen. Beide Gebäude stehen wenige Meter voneinander getrennt und bieten damit den Eingang zu einem Innenhof. Dieser wird durch ein halbkreisförmiges Gebäude abgegrenzt, welches von den äußeren Flanken der beiden Gebäude abgeht und auch die äußere Begrenzung des Geländes bildet. In diesem auffälligen Gebäude sind Stallungen untergebracht, die mit den Innenhöfen innerhalb des Halbkreises verbunden sind. Die Innenfläche ist durch zwei radial verlaufende Bruchsteinmauern in drei Segmente untergliedert, die zur Kreismitte zulaufen. Weite Öffnungen führten ehemals von den Stallungen auf den Innenhof, wurden jedoch im Laufe der Jahre verschlossen oder zur Anpassungen an ein neues Nutzungsprofil umgebaut.
Alle Gebäude sind aus lehmverfugten Bruchstein gefertigt und schließen mit der bereits erwähnten Ausnahme mit Walmdächern ab. Mit Ausnahme eines neueren Anbaus sind alle Dächer mit Schieferschindeln gedeckt.